# Лампенберг
Лампенберг (нім. Lampenberg) — громада  в Швейцарії в кантоні Базель-Ланд, округ Вальденбург.

## Географія
Громада розташована на відстані близько 60 км на північний схід від Берна, 7 км на південь від Лісталя.
Лампенберг має площу 4 км², з яких на 7,2% дозволяється будівництво (житлове та будівництво доріг), 54% використовуються в сільськогосподарських цілях, 38,9% зайнято лісами, 0% не є продуктивними (річки, льодовики або гори).

## Демографія
2019 року в громаді мешкало 508 осіб (-1,7% порівняно з 2010 роком), іноземців було 7,1%. Густота населення становила 127 осіб/км².
За віковим діапазоном населення розподілялося таким чином: 21,7% — особи молодші 20 років, 54,5% — особи у віці 20—64 років, 23,8% — особи у віці 65 років та старші. Було 213 помешкань (у середньому 2,4 особи в помешканні).